# Thaumatogelis innoxius
Thaumatogelis innoxius là một loài tò vò trong họ Ichneumonidae.